# Cestrum acuminatissimum
Cestrum acuminatissimum är en potatisväxtart som beskrevs av Michel Félix Dunal. Cestrum acuminatissimum ingår i släktet Cestrum och familjen potatisväxter. Inga underarter finns listade i Catalogue of Life.